# Anaco (đô thị)
Đô thị Anaco là một trong 21 đô thị (Municipio) tạo nên bang Anzoátegui của Venezuela, có dân số 124.431 người vào năm 2007 theo Cục thống kê dân số quốc gia Venezuela..  Thị xã Anaco là thủ phủ đô thị này.
Anaco is là một đô thị công nghiệp với ngành dầu mỏ và khí thiên nhiên.

## Dân số
Đô thị Anaco có dân số 124.431 vào năm 2007 (tăng từ 106.720 người năm 2000). Dân số chiếm 8,4% tổng dân số bang này.. Mật độ dân số là 251,9 người trên mỗi dặm Anh vuông hay 156,52 người trên mỗi km².

## Chính quyền
Thị trưởng đô thị Anaco là Jacinto Romero Luna, được bầu lại vào ngyaf 31 tháng 10 năm 2004 với 51% phiếu bầu. Đô thị này được chia thành 2 giáo khu: Capital Anaco và San Joaquín.